# Furo (jornalismo)
Em Jornalismo, furo é o jargão para a informação publicada num veículo antes de todos os demais. O furo é dado quando uma equipe de repórteres e editores consegue apurar uma notícia, um fato ou um dado qualquer e publica esta informação sem que os veículos concorrentes tenham acesso a ela. Embora não necessariamente, grande parte dos furos no jornalismo diário são constituídos por denúncias de crimes, corrupção e outras atividades ilícitas.
O termo em inglês para furo é scoop.

## Furos históricos
A agência de comunicação e relações públicas tem em seu Top 5 os seguintes "furos":
1. Watergate, Washington Post, 1972;
2. MPs Expenses, The Telegraph, 2009;
3. NoW Phone Hacking, The Guardian, 2011;
4. Pakistan Cricketers, News of the World, 2010;
5. Ronnie Biggs tracked in Rio, The Sun, 2001. [1]

Já o Daily Mail em seu Top 5 cita: 
1. THE AMERICAN DECLARATION OF INDEPENDENCE, The Belfast News-Letter, 1776;
2. WATERGATE, The Washington Post, 1972-73;
3. KHRUSHCHEV'S DENUNCIATION OF STALIN, The Observer, 1956;
4. THE REALITY OF WAR,The Times, 1854;
5. THE CONQUEST OF EVEREST, The Times, 1953. [2]